# Generador de rellotge

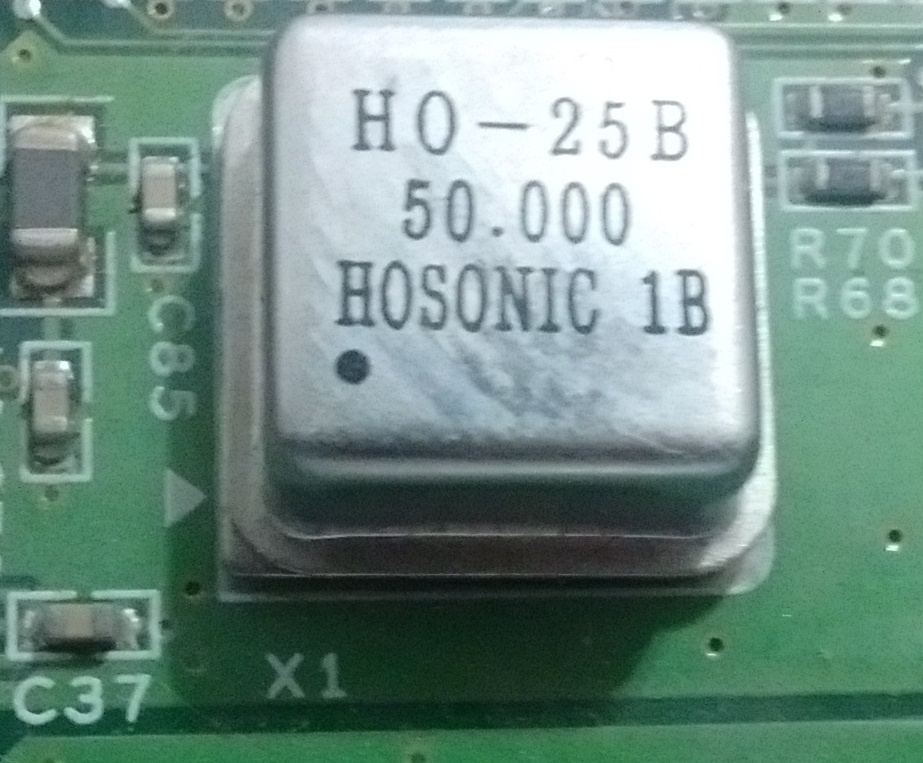
Generador de rellotge HO-25B, de 50Mhz.

Un generador de rellotge és un component electrònic que produeix impulsos amb una determinada freqüència. Es pot tractar de components mecànics, elèctrics, electrònics o de conjunts, que són necessaris per a processament de dades i per a sincronitzar. El generador de rellotge sol servir d'un controlador en una unitat funcional. El generador de rellotge produeix els impulsos en una unitat funcional electrònica com pot ser, per exemple, un sumador. La freqüència de rellotge s'especifica en hertzs. En el cas dels processadors el nombre de rellotge és el valor amb el que s'indica la velocitat de càlcul, com ara 2.000 Hz. El generador de rellotge és sovint un multivibrador corrent. El generador en ordinadors i en rellotges sol ser un oscil·lador de quars. En els automòbils el generador de rellotge per a les llums intermitents sol ser un relé amb un temporitzador.